# Nemzeti Bajnokság I
La Nemzeti Bajnokság I (oficialmente llamada Fizz Liga por motivos de patrocinio), conocida también como NB I, es la máxima categoría del sistema de ligas del fútbol húngaro (Magyar labdarúgó-bajnokság ). La competición fue creada en 1901 y la gestiona la Federación Húngara de Fútbol.
La NB1 está compuesta por 12 equipos que compiten a modo de liga a tres ruedas, para un total de 33 partidos. Al término de la temporada, el campeón de liga se clasifica para la fase previa de la Liga de Campeones de la UEFA, mientras que el subcampeón, el tercer clasificado y el campeón de la Copa de Hungría se clasifican a la UEFA Europa League. Los dos últimos equipos clasificados descienden a la NB2, la segunda división, y son reemplazados por el campeón y subcampeón de dicha categoría.

## Historia

### 1900-1910: Fundación y primeros años
El 19 de enero de 1901 se fundó la Federación Húngara de Fútbol. El primer partido de la primera liga húngara fue disputado entre el Budapest TC y el Budapest SC en 1901. El primer campeonato incluyó cinco equipos: Budapesti TC, Magyar Úszóegylet, Ferencvárosi TC, MAFC (desaparecido tras cuatro jornadas), y Budapesti SC, y el vencedor inaugural fue el Budapesti TC. El Budapesti TC se proclamó campeón de liga ganando los ocho partidos y anotando 37 goles por únicamente 5 recibidos. Solo cinco equipos de la capital compitieron en la primera campaña. A pesar de que las dos primeras temporadas fueron ganadas por el Budapesti TC, en la década de 1900 comenzó la intensa rivalidad entre el Ferencváros y el MTK Budapest FC. Ferencváros ganó el campeonato en 1903, 1905, 1907 y 1909, mientras que el MTK Budapest lo hizo en 1904 y 1908.

### 1910-1930: Rivalidad entre Ferencvárosi TC y MTK Budapest FC

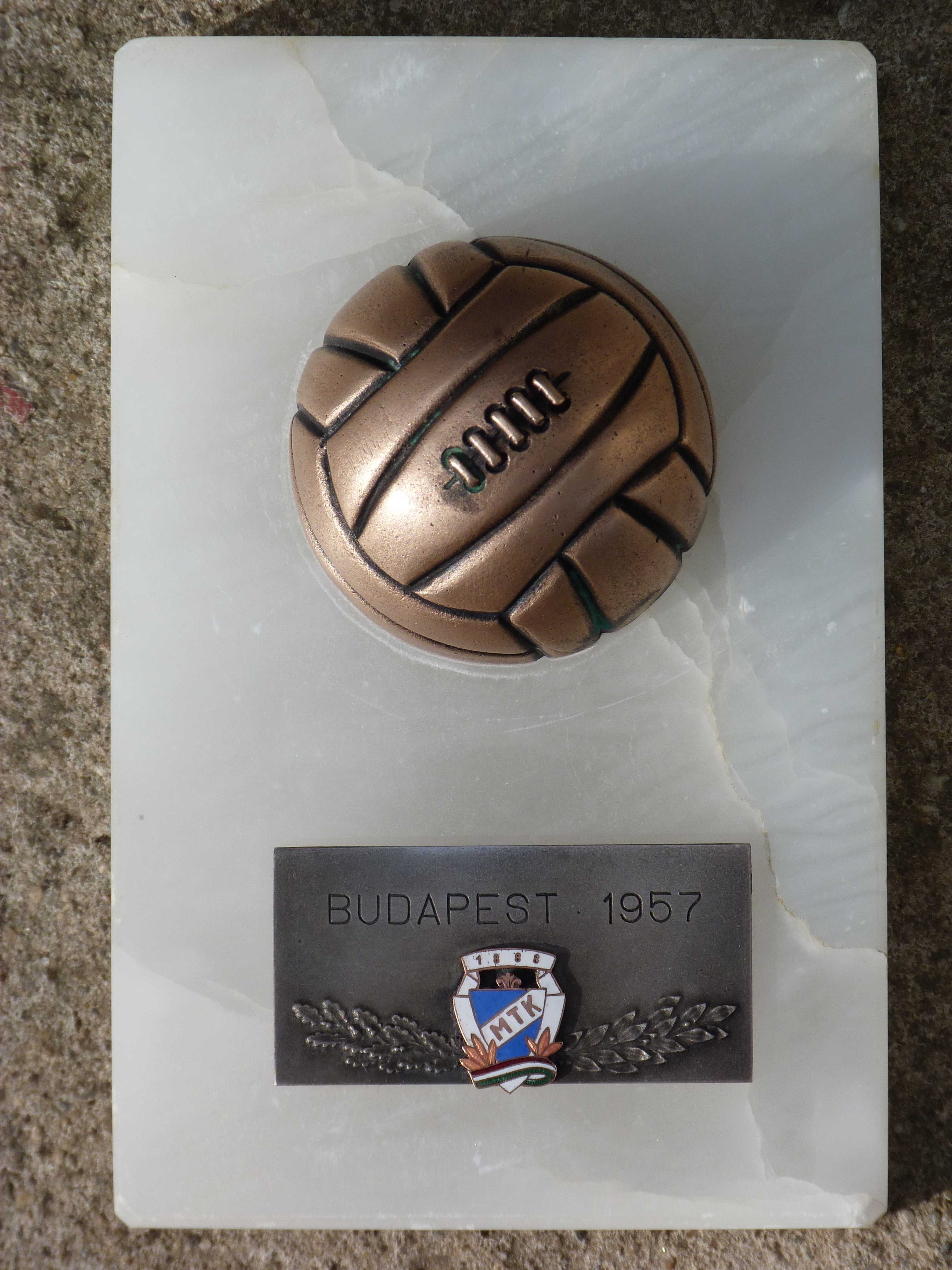
Placa conmemorativa en Budapest al MTK Budapest FC, uno de los grandes dominadores del fútbol húngaro del periodo 1910-1930.

En la década de 1910 continuó la rivalidad entre el Ferencvárosi TC y el MTK Budapest FC; Ferencváros se alzó con los títulos de 1910, 1911, 1912 y 1913, las temporadas 1914-15 y 1915-16 fueron suspendidas debido a la Primera Guerra Mundial, y el MTK Budapest dominó la segunda mitad de la década ganando los campeonatos de 1914, 1917, 1918 y 1919. Durante los años 1910, Imre Schlosser se convirtió en el máximo goleador en siete ocasiones vistiendo las camisetas del Ferencváros y MTK. Schlosser aún mantiene el récord de máximo goleador en la historia de la liga húngara.
La década de 1920 fue dominada de nuevo por el Ferencvárosi TC y el MTK Budapest FC. El MTK Budapest reinó de manera absoluta cosechando los campeonatos de 1920, 1921, 1922, 1923, 1924, 1925 y 1929, mientras que el Ferencváros ganó las ligas restantes (1926, 1927 y 1928). El jugador del Ferencváros József Takács se hizo con el premio al máximo goleador en cuatro ocasiones y se convirtió en un icono del club. El MTK fue liderado por György Orth, máximo artillero en tres campañas.

### 1930-1940: La era del Újpest FC
Con la llegada de la nueva década, la rivalidad entre los dos grandes incluyó a un nuevo inquilino de Budapest, el Újpest FC. Újpest ganó su primer título en 1930, al que se sumaron otros cuatro más entre 1931 y 1939. Ferencvárosi TC se coronó en otras tantas ocasiones, y el MTK Budapest FC en dos. Uno de los mayores iconos del fútbol húngaro en los años 1930 fue Gyula Zsengellér del Újpest, máximo goleador en tres temporadas consecutivas. György Sárosi del Ferencváros, László Cseh del MTK Budapest y Gyula Zsengellér del Ujpest, ayudaron a que la rivalidad entre los tres equipos de la capital creciera cada vez con más fuerza.

### 1940-1950: El Csepel SC se hace un hueco
El Csepel SC ganó su primer campeonato en 1942, repitiendo hazaña al año siguiente y finalizando su particular década gloriosa con un tercer título en 1948. Durante la Segunda Guerra Mundial la liga húngara no se interrumpió, y debido a la expansión de territorios del país nuevos equipos como Nagyváradi AC y Kolozsvár AC regresaron a la competición húngara. De hecho, el Nagyvárad ganó la liga en 1944 y se convirtió en el primer campeón de la liga húngara no ubicado en el país por entonces. En la segunda mitad de la década de 1940 el Újpest FC dominó por encima del resto y consiguió tres ligas consecutivas.

### 1950-1960: Ferenc Puskás y el Budapest Honvéd FC

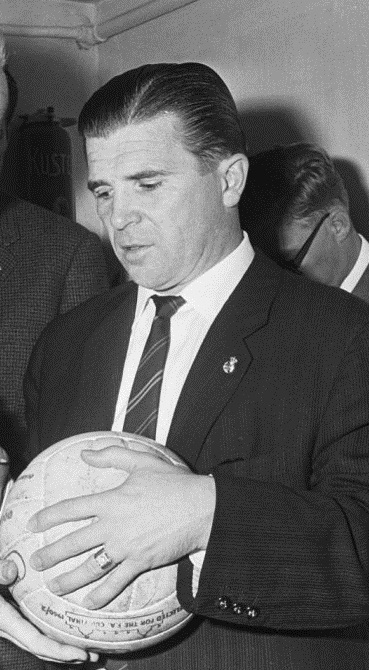
Ferenc Puskás ganó la liga húngara en cinco ocasiones con el Budapest Honvéd FC

En la década de 1950 el dominio del Ferencvárosi TC y el MTK Budapest FC comenzó a descender a medida que crecía el Budapest Honvéd FC con jugadores de la talla de Ferenc Puskás, József Bozsik, Zoltán Czibor y László Budai, todos ellos miembros del combinado húngaro que maravilló en el Mundial de 1954, y al que Alemania apartó sorprendentemente del título en la final. El Budapest Honvéd se alzó con cinco títulos ligueros en la década de 1950, y sus jugadores formaron la columna vertebral del legendario Equipo de oro que dejó huella en el mundo del fútbol. En 1956 la liga húngara fue suspendida por la revolución que asoló al país. El Honvéd lideraba la tabla de clasificación tras 21 jornadas, pero el campeonato nunca se llegó a finalizar. En la temporada inaugural de la Copa de Europa el MTK Budapest alcanzó los cuartos de final, mientras que dos años después el Vasas SC fue semifinalista.

### 1960-1970: Éxito internacional
En los años 1960 la rivalidad entre los equipos de Budapest se expandió con el Vasas SC, dueño de los campeonatos ligueros de 1961, 1962, 1965 y 1966. Ferencvárosi TC se hizo con otros cuatro títulos, liderado por Flórián Albert, máximo goleador en 1965 y premiado con el Balón de Oro en 1967. La década de 1960 está considerada como una de las más exitosas en el panorama internacional por parte de los equipos húngaros. En 1965 el Ferencváros se alzó la Copa de Ferias 1964-65 e hizo historia al convertirse en el primer equipo magiar en ganar un título europeo, derrotando al Spartak ZJŠ Brno, Wiener Sport-Club, AS Roma, Athletic Club y Manchester United FC. En la final, a un partido en Turín, los húngaros vencieron a la Juventus FC por 1-0. Al año siguiente, el Ferencváros alcanzó la final nuevamente, aunque el Leeds United FC le apartó del sueño de repetir título. Otro gran éxito del fútbol magiar fue el Balón de Oro conseguido por Flórián Albert en 1967 por delante de Bobby Charlton.
En la Copa de Ferias 1968-69 Újpest FC llegó a la final tras eliminar a US Luxembourg, Aris Tesalónica FC, Legia Warszawa SA, Leeds United FC y Göztepe AŞ, antes de caer en la final ante el Newcastle United FC. Los conjuntos húngaros fueron los más exitosos en las ediciones de la Recopa de Europa en los años 1960, gracias a las actuaciones de MTK Budapest FC (subcampeón en 1963-64), Újpest (semifinalista en 1961-62), Budapest Honvéd FC (cuartofinalista en 1965-66) y Győri ETO FC (cuartofinalista en 1966-67).

### 1970-1980: Segundo reinado del Újpest FC
Con la llegada de Lajos Baróti al Újpest FC en 1969, el equipo comenzó una era gloriosa en la que ganó nueve campeonatos ligueros entre el año de su llegada y 1978, siete de ellos consecutivos. El equipo de la capital llevaba desde 1960 sin saborear las mieles de la victoria. En la Copa de Europa 1973-74 el Újpest se coló en las semifinales, donde el FC Bayern Múnich le frenó en su camino a la final. La clave de estos Újpest fue la famosa formación de László Fazekas, János Göröcs, Ferenc Bene, Antal Dunai II y Sándor Zámbó. Bene se convirtió en el alma del Újpest y fue máximo goleador en tres ocasiones, además de guiar a la selección húngara a la victoria en los Juegos Olímpicos de Tokio 1964. Újpest estableció un nuevo récord posguerras al anotar 500 goles en siete temporadas y perder únicamente cuatro partidos en casa en diez campañas. András Törőcsik y László Fekete ficharon por el Újpest después de que Göröcs, Bene y Dunai abandonasen el equipo. En 1978 y 1979 ganaron el campeonato bajo el mando del exjugador Pál Várhidi, y en 1979 Fekete recibió la Bota de Plata al anotar 31 goles.

### 1980-1990: Vuelve el Budapest Honvéd FC y éxito europeo del Videoton FC
En 1982 el Győri ETO FC entró en la historia al convertirse en el primer equipo fuera de Budapest en ganar la liga (excepto el Nagyváradi AC durante la Segunda Guerra Mundial). El Győri ETO repitió triunfo en 1983. Sin embargo, la década de 1980 fue dominada por el Budapest Honvéd FC, que celebraba su segunda época de reinado en Hungría. Con jugadores como Lajos Détári, Kálmán Kovács, Béla Illés y Gábor Halmai, el Budapest Honvéd se hizo con cinco títulos durante la década, aunque su éxito en el campeonato doméstico no tuvo el mismo resultado en las competiciones europeas. En 1981, 1986 y 1990 fue eliminado en la segunda ronda de la Copa de Europa, mientras que en 1985, 1987 y 1989 cayó a las primeras de cambio.
Los únicos éxitos magiares llegaron de la mano del Újpest FC en la Recopa de Europa de 1983-84 y del Videoton FC en la Copa de la UEFA 1984-85. El Újpest fue eliminado por el Aberdeen FC en los cuartos de final, y el Videoton se plantó en la final de la Copa de la UEFA, donde no pudo doblegar al Real Madrid CF. A pesar de la derrota, los húngaros lograron una meritoria victoria en el Santiago Bernabeu por 1-0, aunque fue insuficiente tras el 0-3 en Székesfehérvár. La selección magiar, con jugadores como Tibor Nyilasi, Lázár Szentes, Lajos Détári, József Kiprich y Kálmán Kovács, logró el pase para los Mundiales de 1982 y 1986. Desde entonces la selección no ha participado en ninguna cita internacional.

### 1990-2000: Desciende el nivel del fútbol húngaro
Debido a la caída del comunismo en Hungría, el fútbol pierde el apoyo del estado y numerosos equipos comienzan a sufrir los problemas financieros, lo que provoca un descenso en el nivel del fútbol magiar. La década de 1990 estuvo dominada por los tradicionales Ferencvárosi TC, MTK Budapest FC, Újpest FC y Budapest Honvéd FC. La crisis económica y la ley Bosman afectaron al rendimiento de los equipos en competiciones europeas. Desde que los grandes clubes europeos invirtieron notables cantidades de dinero en el fútbol, los equipos pertenecientes al bloque del este se limitaron a contar con jugadores nacionales.
El Budapest Honvéd FC ganó dos campeonatos (1991 y 1993) y el Ferencvárosi TC sumó tres (1992, 1995, 1996), mientras que el otro grande de Budapest, el Újpest FC, se conformó con el título en 1998. El Vác FC-Samsung, un equipo de provincias y entrenado por János Csank, sorprendió al país tras hacerse con el campeonato en 1994. El gran éxito internacional del fútbol húngaro llegó en 1996 cuando el Ferencváros de Dezső Novák se clasificó para la Liga de Campeones de la UEFA 1995-96 tras derrotar al campeón belga, el RSC Anderlecht, en la ronda previa de la Liga de Campeones. El sorteo de grupos le encuadró con el Real Madrid CF, AFC Ajax y Grasshopper Club Zürich. El Ferencváros ganó solamente un partido, ante Grasshoppers por 0-3 en Suiza.

### 2000-2010: La caída de Budapest

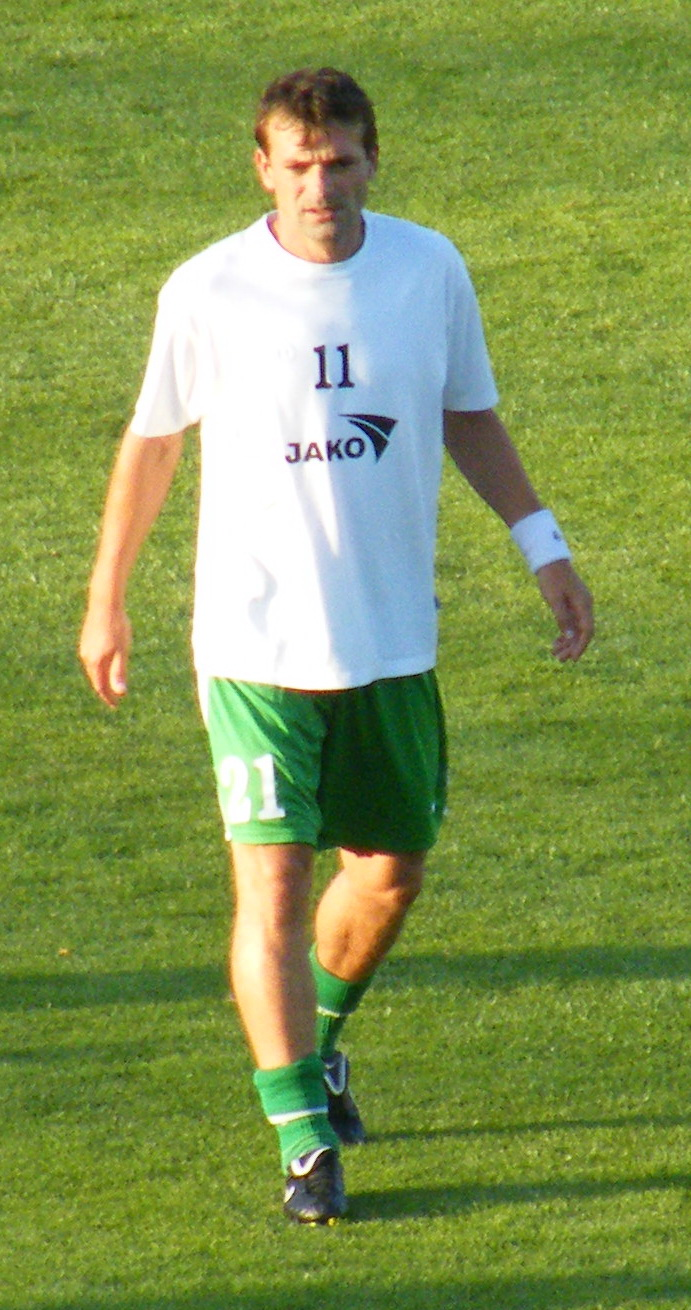
Attila Tököli fue el máximo goleador de la liga en dos ocasiones.

La llegada del nuevo siglo significó el final del dominio de los equipos de Budapest en la Nemzeti Bajnokság y la emergencia de nuevos equipos. Durante la década de 2000, seis campeonatos fueron ganados por clubes no pertenecientes a Budapest, mientras que los otros cuatro se fueron a la capital. En 2000 el Zalaegerszegi TE ganó el título. y debutó en la ronda previa de la Champions League derrotando al Manchester United FC por 1-0 en el Estadio Ferenc Puskás, a pesar de caer eliminado en el partido de vuelta. En la segunda mitad de la década reinó el Debreceni VSC, haciéndose con cinco campeonatos ligueros, tres de ellos consecutivos.
Además de dominar en Hungría, el Debreceni VSC disfrutó de un éxito notable en Europa, clasificándose por primera vez a la ronda final de la Liga de Campeones de la UEFA 2009-10 tras eliminar en las rondas previas al Kalmar FF, FC Levadia y PFC Levski Sofia. Debido a que el Stadion Oláh Gábor Út no contaba con los requerimientos de la UEFA, todos los partidos de la Champions League los disputó en el Estadio Ferenc Puskás en Budapest. En el siguiente año, el Debrecen repitió la hazaña de clasificarse para la Champions League después de superar al PFC Litex Lovech en la ronda previa. En el grupo fue encuadrado con el PSV Eindhoven, en el que se encontraba el exjugador del Debrecen Balázs Dzsudzsák.
A pesar de la caída del fútbol de Budapest, el MTK Budapest FC y el Ferencvárosi TC ganaron dos títulos cada uno durante la década.

### 2010-actualidad
El 6 de julio de 2010 Sándor Csányi fue elegido presidente de la federación húngara. En la temporada 2010-11 el Videoton FC ganó su primera liga, y el Paksi SE dio la sorpresa finalizando en la segunda posición. El seis veces campeón Vasas SC perdió ante el Paksi en la 28.ª jornada y descendió a segunda división.

## Nombres
La liga húngara ha cambiado en numerosas ocasiones de nombre. A continuación se lista el historial de nombres:
| Año       | Nombre                            | Patrocinador    |
| --------- | --------------------------------- | --------------- |
| 1997-1998 | Raab-Karcher NB1                  | Raab-Karcher    |
| 1998-2000 | Professzionális Nemzeti Bajnokság | Ninguno         |
| 2001-2003 | Borsodi Liga                      | Borsodi sör     |
| 2003-2005 | Arany Ászok Liga                  | Arany Ászok     |
| 2005-2007 | Borsodi Liga                      | Borsodi sör     |
| 2007-2010 | Soproni Liga                      | Soproni sör     |
| 2010-2011 | Monicomp liga                     | Monicomp        |
| 2011-2025 | OTP Bank Liga                     | OTP Bank        |
| 2025-     | Fizz Liga                         | Fizz (OTP Bank) |

## Equipos temporada 2025-26
| Club                  | Ciudad                 | Estadio                  | Capacidad |
| --------------------- | ---------------------- | ------------------------ | --------- |
| Debreceni VSC         | Debrecen               | Nagyerdei Stadion        | 20,340    |
| Diósgyőri VTK         | Miskolc                | Diósgyőri Stadion        | 15,325    |
| Ferencváros           | Budapest (Ferencváros) | Groupama Aréna           | 22,000    |
| Győri ETO FC          | Győr                   | ETO Park                 | 16,000    |
| Kazincbarcikai SC     | Kazincbarcika          | Városi Stadion           | 4,183     |
| Kisvárda FC           | Kisvárda               | Várkerti Stadion         | 2,850     |
| MTK Budapest FC       | Budapest (Józsefváros) | Hidegkuti Nándor Stadion | 5,322     |
| Nyíregyháza Spartacus | Nyíregyháza            | Városi Stadion           | 10,500    |
| Paksi FC              | Paks                   | Fehérvári úti Stadion    | 6,150     |
| Puskás Akadémia       | Felcsút                | Pancho Aréna             | 3,816     |
| Újpest FC             | Budapest (Újpest)      | Szusza Ferenc Stadion    | 13,501    |
| Zalaegerszegi TE      | Zalaegerszegi          | ZTE Arena                | 14.000    |

## Palmarés
| Temporada | Campeón                                                 | Subcampeón                                              | Tercero                                                 | Máximo goleador                                         | Club                                                    | Goles                                                   |
| --------- | ------------------------------------------------------- | ------------------------------------------------------- | ------------------------------------------------------- | ------------------------------------------------------- | ------------------------------------------------------- | ------------------------------------------------------- |
| 1901      | Budapesti TC                                            | Magyar Úszó Egyesület                                   | Ferencvárosi TC                                         | Miltiades Manno                                         | Budapesti TC                                            | 17                                                      |
| 1902      | Budapesti TC                                            | Ferencvárosi TC                                         | 33 FC Budapesti                                         | Miltiades Manno                                         | Budapesti TC                                            | 10                                                      |
| 1903      | Ferencvárosi TC                                         | Budapesti TC                                            | MTK Budapest FC                                         | Jenő Károly                                             | MTK Budapest FC                                         | 15                                                      |
| 1904      | MTK Budapest FC                                         | Ferencvárosi TC                                         | Budapesti TC                                            | József Pokorny                                          | Ferencvárosi TC                                         | 12                                                      |
| 1905      | Ferencvárosi TC                                         | Budapesti Postás SE                                     | MTK Budapest FC                                         | Jenő Károly                                             | MTK Budapest FC                                         | 13                                                      |
| 1906-07   | Ferencvárosi TC                                         | MAC Budapest                                            | MTK Budapest FC                                         | Béla Kelemen                                            | MAC Budapest                                            | 21                                                      |
| 1907-08   | MTK Budapest FC                                         | Ferencvárosi TC                                         | MAC Budapest                                            | Gyula Vangel                                            | MAC Budapest                                            | 21                                                      |
| 1908-09   | Ferencvárosi TC                                         | MAC Budapest                                            | Budapesti TC                                            | Imre Schlosser                                          | Ferencvárosi TC                                         | 30                                                      |
| 1909-10   | Ferencvárosi TC                                         | MTK Budapest FC                                         | Nemzeti SC                                              | Imre Schlosser                                          | Ferencvárosi TC                                         | 18                                                      |
| 1910-11   | Ferencvárosi TC                                         | MTK Budapest FC                                         | Törekvés SE                                             | Imre Schlosser                                          | Ferencvárosi TC                                         | 38                                                      |
| 1911-12   | Ferencvárosi TC                                         | MTK Budapest FC                                         | Budapesti AK                                            | Imre Schlosser                                          | Ferencvárosi TC                                         | 34                                                      |
| 1912-13   | Ferencvárosi TC                                         | MTK Budapest FC                                         | Budapesti TC                                            | Imre Schlosser                                          | Ferencvárosi TC                                         | 33                                                      |
| 1913-14   | MTK Budapest FC                                         | Ferencvárosi TC                                         | Törekvés SE                                             | Imre Schlosser                                          | Ferencvárosi TC                                         | 21                                                      |
|           | Campeonato suspendido, Primera Guerra Mundial           |                                                         |                                                         |                                                         |                                                         |                                                         |
| 1916-17   | MTK Budapest FC                                         | Törekvés SE                                             | Újpest FC                                               | Imre Schlosser                                          | MTK Budapest FC                                         | 38                                                      |
| 1917-18   | MTK Budapest FC                                         | Ferencvárosi TC                                         | Törekvés SE                                             | Alfréd Schaffer                                         | MTK Budapest FC                                         | 46                                                      |
| 1918-19   | MTK Budapest FC                                         | Ferencvárosi TC                                         | Újpest FC                                               | Alfréd Schaffer                                         | MTK Budapest FC                                         | 41                                                      |
| 1919-20   | MTK Budapest FC                                         | Budapest Honvéd FC                                      | Ferencvárosi TC                                         | György Orth                                             | MTK Budapest FC                                         | 28                                                      |
| 1920-21   | MTK Budapest FC                                         | Újpest FC                                               | Ferencvárosi TC                                         | György Orth                                             | MTK Budapest FC                                         | 21                                                      |
| 1921-22   | MTK Budapest FC                                         | Ferencvárosi TC                                         | Újpest FC                                               | György Orth                                             | MTK Budapest FC                                         | 26                                                      |
| 1922-23   | MTK Budapest FC                                         | Újpest FC                                               | Ferencvárosi TC                                         | István Priboj                                           | Újpest FC                                               | 25                                                      |
| 1923-24   | MTK Budapest FC                                         | Ferencvárosi TC                                         | Újpest FC                                               | József Jeszmás                                          | Újpest FC                                               | 15                                                      |
| 1924-25   | MTK Budapest FC                                         | Ferencvárosi TC                                         | Vasas SC                                                | György Molnár                                           | MTK Budapest FC                                         | 21                                                      |
| 1925-26   | Ferencvárosi TC                                         | MTK Budapest FC                                         | Vasas SC                                                | József Takács                                           | Vasas SC                                                | 29                                                      |
| 1926-27   | Ferencvárosi TC                                         | Újpest FC                                               | MTK Budapest FC                                         | László Horváth                                          | Ferencvárosi TC                                         | 14                                                      |
| 1927-28   | Ferencvárosi TC                                         | MTK Budapest FC                                         | Újpest FC                                               | József Takács                                           | Ferencvárosi TC                                         | 31                                                      |
| 1928-29   | MTK Budapest FC                                         | Ferencvárosi TC                                         | Újpest FC                                               | József Takács                                           | Ferencvárosi TC                                         | 41                                                      |
| 1929-30   | Újpest FC                                               | Ferencvárosi TC                                         | MTK Budapest FC                                         | József Takács                                           | Ferencvárosi TC                                         | 40                                                      |
| 1930-31   | Újpest FC                                               | MTK Budapest FC                                         | Ferencvárosi TC                                         | Jenő Vincze                                             | Bocskai FC                                              | 20                                                      |
| 1931-32   | Ferencvárosi TC                                         | Újpest FC                                               | MTK Budapest FC                                         | József Takács                                           | Ferencvárosi TC                                         | 42                                                      |
| 1932-33   | Újpest FC                                               | MTK Budapest FC                                         | Ferencvárosi TC                                         | Pál Jávor                                               | Újpest FC                                               | 31                                                      |
| 1933-34   | Ferencvárosi TC                                         | Újpest FC                                               | Bocskai FC                                              | Géza Toldi                                              | Ferencvárosi TC                                         | 27                                                      |
| 1934-35   | Újpest FC                                               | Ferencvárosi TC                                         | MTK Budapest FC                                         | László Cseh                                             | MTK Budapest FC                                         | 23                                                      |
| 1935-36   | MTK Budapest FC                                         | Újpest FC                                               | Ferencvárosi TC                                         | György Sárosi                                           | Ferencvárosi TC                                         | 36                                                      |
| 1936-37   | MTK Budapest FC                                         | Ferencvárosi TC                                         | Újpest FC                                               | László Cseh                                             | MTK Budapest FC                                         | 36                                                      |
| 1937-38   | Ferencvárosi TC                                         | Újpest FC                                               | MTK Budapest FC                                         | Gyula Zsengellér                                        | Újpest FC                                               | 31                                                      |
| 1938-39   | Újpest FC                                               | Ferencvárosi TC                                         | MTK Budapest FC                                         | Gyula Zsengellér                                        | Újpest FC                                               | 56                                                      |
| 1939-40   | Ferencvárosi TC                                         | MTK Budapest FC                                         | Újpest FC                                               | György Sárosi                                           | Ferencvárosi TC                                         | 23                                                      |
| 1940-41   | Ferencvárosi TC                                         | Újpest FC                                               | Szegedi FC                                              | György Sárosi                                           | Ferencvárosi TC                                         | 29                                                      |
| 1941-42   | Csepel SC                                               | Újpest FC                                               | Szolnoki MAV FC                                         | György Kalmár                                           | Szegedi FC                                              | 35                                                      |
| 1942-43   | Csepel SC                                               | Nagyváradi AC                                           | Ferencvárosi TC                                         | Gyula Zsengellér Jenő Jenőfi                            | Újpest FC Vasas SC                                      | 26                                                      |
| 1943-44   | Nagyváradi AC                                           | Ferencvárosi TC                                         | Kolozsvár AC                                            | Gyula Zsengellér                                        | Újpest FC                                               | 33                                                      |
| 1944      | Campeonato no finalizado                                | Campeonato no finalizado                                | Campeonato no finalizado                                | Campeonato no finalizado                                | Campeonato no finalizado                                | Campeonato no finalizado                                |
| 1945      | Újpest FC                                               | Ferencvárosi TC                                         | Csepel SC                                               | Gyula Zsengellér                                        | Újpest FC                                               | 36                                                      |
| 1945-46   | Újpest FC                                               | Vasas SC                                                | Szegedi FC                                              | Ferenc Deák                                             | Szentlőrinci AC                                         | 66                                                      |
| 1946-47   | Újpest FC                                               | Budapest Honvéd FC                                      | Vasas SC                                                | Ferenc Deák                                             | Szentlőrinci AC                                         | 48                                                      |
| 1947-48   | Csepel SC                                               | Vasas SC                                                | MTK Budapest FC                                         | Ferenc Puskás                                           | Budapest Honvéd FC                                      | 50                                                      |
| 1948-49   | Ferencvárosi TC                                         | MTK Budapest FC                                         | Budapest Honvéd FC                                      | Ferenc Deák                                             | Ferencvárosi TC                                         | 59                                                      |
| 1949-50   | Budapest Honvéd FC                                      | Ferencvárosi TC                                         | MTK Budapest FC                                         | Ferenc Puskás                                           | Budapest Honvéd FC                                      | 31                                                      |
| 1950      | Budapest Honvéd FC                                      | MTK Budapest FC                                         | Újpest FC                                               | Ferenc Puskás                                           | Budapest Honvéd FC                                      | 25                                                      |
| 1951      | MTK Budapest FC                                         | Budapest Honvéd FC                                      | Újpest FC                                               | Sándor Kocsis                                           | Budapest Honvéd FC                                      | 30                                                      |
| 1952      | Budapest Honvéd FC                                      | MTK Budapest FC                                         | Újpest FC                                               | Sándor Kocsis                                           | Budapest Honvéd FC                                      | 36                                                      |
| 1953      | MTK Budapest FC                                         | Budapest Honvéd FC                                      | Vasas SC                                                | Ferenc Puskás                                           | Budapest Honvéd FC                                      | 27                                                      |
| 1954      | Budapest Honvéd FC                                      | MTK Budapest FC                                         | Ferencvárosi TC                                         | Sándor Kocsis                                           | Budapest Honvéd FC                                      | 33                                                      |
| 1955      | Budapest Honvéd FC                                      | MTK Budapest FC                                         | Ferencvárosi TC                                         | Zoltán Czibor Ferenc Machos                             | Budapest Honvéd FC                                      | 20                                                      |
| 1956      | Campeonato suspendido por la Revolución húngara de 1956 | Campeonato suspendido por la Revolución húngara de 1956 | Campeonato suspendido por la Revolución húngara de 1956 | Campeonato suspendido por la Revolución húngara de 1956 | Campeonato suspendido por la Revolución húngara de 1956 | Campeonato suspendido por la Revolución húngara de 1956 |
| 1957      | Vasas SC                                                | MTK Budapest FC                                         | Újpest FC                                               | Gyula Szilágyi                                          | Vasas SC                                                | 17                                                      |
| 1957-58   | MTK Budapest FC                                         | Budapest Honvéd FC                                      | Ferencvárosi TC                                         | Zoltán Friedmanszky János Molnár                        | Ferencvárosi TC MTK Budapest FC                         | 16                                                      |
| 1958-59   | Csepel SC                                               | MTK Budapest FC                                         | Budapest Honvéd FC                                      | Róbert Kisuczky Lajos Tichy                             | Csepel SC Budapest Honvéd FC                            | 15                                                      |
| 1959-60   | Újpest Dózsa                                            | Ferencvárosi TC                                         | Vasas SC                                                | Flórián Albert                                          | Ferencvárosi TC                                         | 27                                                      |
| 1960-61   | Vasas SC                                                | Újpest Dózsa                                            | MTK Budapest FC                                         | Flórián Albert Lajos Tichy                              | Ferencvárosi TC Budapest Honvéd FC                      | 21                                                      |
| 1961-62   | Vasas SC                                                | Újpest Dózsa                                            | Ferencvárosi TC                                         | Lajos Tichy                                             | Budapest Honvéd FC                                      | 23                                                      |
| 1962-63   | Ferencvárosi TC                                         | MTK Budapest FC                                         | Újpest Dózsa                                            | Ferenc Bene                                             | Újpest Dózsa                                            | 23                                                      |
| 1963      | Győri Vasas ETO                                         | Budapest Honvéd FC                                      | Ferencvárosi TC                                         | Lajos Tichy                                             | Budapest Honvéd FC                                      | 13                                                      |
| 1964      | Ferencvárosi TC                                         | Budapest Honvéd FC                                      | FC Tatabánya                                            | Lajos Tichy                                             | Budapest Honvéd FC                                      | 28                                                      |
| 1965      | Vasas SC                                                | Ferencvárosi TC                                         | Újpest Dózsa                                            | Flórián Albert                                          | Ferencvárosi TC                                         | 27                                                      |
| 1966      | Vasas SC                                                | Ferencvárosi TC                                         | FC Tatabánya                                            | János Farkas                                            | Vasas SC                                                | 25                                                      |
| 1967      | Ferencvárosi TC                                         | Újpest Dózsa                                            | Rába ETO Győr                                           | Antal Dunai                                             | Újpest Dózsa                                            | 36                                                      |
| 1968      | Ferencvárosi TC                                         | Újpest Dózsa                                            | Vasas SC                                                | Antal Dunai                                             | Újpest Dózsa                                            | 31                                                      |
| 1969      | Újpest Dózsa                                            | Budapest Honvéd FC                                      | Ferencvárosi TC                                         | Ferenc Bene                                             | Újpest Dózsa                                            | 27                                                      |
| 1970      | Újpest Dózsa                                            | Ferencvárosi TC                                         | Budapest Honvéd FC                                      | Antal Dunai                                             | Újpest Dózsa                                            | 14                                                      |
| 1970-71   | Újpest Dózsa                                            | Ferencvárosi TC                                         | Vasas SC                                                | Mihály Kozma                                            | Budapest Honvéd FC                                      | 25                                                      |
| 1971-72   | Újpest Dózsa                                            | Budapest Honvéd FC                                      | Salgótarján BTC                                         | Ferenc Bene                                             | Újpest Dózsa                                            | 29                                                      |
| 1972-73   | Újpest Dózsa                                            | Ferencvárosi TC                                         | Vasas SC                                                | Ferenc Bene                                             | Újpest Dózsa                                            | 23                                                      |
| 1973-74   | Újpest Dózsa                                            | Ferencvárosi TC                                         | Rába ETO Győr                                           | Mihály Kozma                                            | Budapest Honvéd FC                                      | 27                                                      |
| 1974-75   | Újpest Dózsa                                            | Budapest Honvéd FC                                      | Ferencvárosi TC                                         | Mihály Kozma Ferenc Bene                                | Budapest Honvéd FC Újpest Dózsa                         | 20                                                      |
| 1975-76   | Ferencvárosi TC                                         | Videoton FC                                             | Újpest Dózsa                                            | László Fazekas                                          | Újpest Dózsa                                            | 19                                                      |
| 1976-77   | Vasas SC                                                | Újpest Dózsa                                            | Ferencvárosi TC                                         | Béla Váradi                                             | Vasas SC                                                | 36                                                      |
| 1977-78   | Újpest Dózsa                                            | Budapest Honvéd FC                                      | MTK Budapest FC                                         | László Fazekas                                          | Újpest Dózsa                                            | 24                                                      |
| 1978-79   | Újpest Dózsa                                            | Ferencvárosi TC                                         | Diósgyőri VTK                                           | László Fekete                                           | Újpest Dózsa                                            | 31                                                      |
| 1979-80   | Budapest Honvéd FC                                      | Újpest Dózsa                                            | Vasas SC                                                | László Fazekas                                          | Újpest Dózsa                                            | 36                                                      |
| 1980-81   | Ferencvárosi TC                                         | FC Tatabánya                                            | Vasas SC                                                | Tibor Nyilasi                                           | Ferencvárosi TC                                         | 30                                                      |
| 1981-82   | Rába ETO Győr                                           | Ferencvárosi TC                                         | FC Tatabánya                                            | Péter Hannich                                           | Rába ETO Győr                                           | 22                                                      |
| 1982-83   | Rába ETO Győr                                           | Ferencvárosi TC                                         | Budapest Honvéd FC                                      | Lajos Dobány                                            | Szombathelyi Haladás                                    | 23                                                      |
| 1983-84   | Budapest Honvéd FC                                      | Rába ETO Győr                                           | Videoton FC                                             | József Szabó                                            | Videoton FC                                             | 19                                                      |
| 1984-85   | Budapest Honvéd FC                                      | Győri ETO FC                                            | Videoton FC                                             | Lajos Détári József Kiprich                             | Budapest Honvéd FC FC Tatabánya                         | 18                                                      |
| 1985-86   | Budapest Honvéd FC                                      | Pécsi MFC                                               | Győri ETO FC                                            | Lajos Détári                                            | Budapest Honvéd FC                                      | 27                                                      |
| 1986-87   | MTK Budapest FC                                         | Újpest Dózsa                                            | FC Tatabánya                                            | Lajos Détári                                            | Budapest Honvéd FC                                      | 19                                                      |
| 1987-88   | Budapest Honvéd FC                                      | FC Tatabánya                                            | Újpest Dózsa                                            | Béla Melis                                              | Debreceni VSC                                           | 19                                                      |
| 1988-89   | Budapest Honvéd FC                                      | Ferencvárosi TC                                         | MTK Budapest FC                                         | Tamás Petres                                            | Videoton FC                                             | 19                                                      |
| 1989-90   | Újpest Dózsa                                            | MTK Budapest FC                                         | Ferencvárosi TC                                         | József Dzurják                                          | Ferencvárosi TC                                         | 18                                                      |
| 1990-91   | Budapest Honvéd FC                                      | Ferencvárosi TC                                         | Pécsi MFC                                               | Jozsef Gregor                                           | Budapest Honvéd FC                                      | 19                                                      |
| 1991-92   | Ferencvárosi TC                                         | Vác FC-Samsung                                          | Budapest Honvéd FC                                      | Pál Fischer Ferenc Orosz                                | Siófoki FC Vác FC-Samsung                               | 16                                                      |
| 1992-93   | Budapest Honvéd FC                                      | Vác FC-Samsung                                          | Ferencvárosi TC                                         | László Répási                                           | Vác FC-Samsung                                          | 16                                                      |
| 1993-94   | Vác FC-Samsung                                          | Budapest Honvéd FC                                      | Békéscsabai Előre FC                                    | Béla Illés                                              | Budapest Honvéd FC                                      | 17                                                      |
| 1994-95   | Ferencvárosi TC                                         | Újpest FC                                               | Debreceni VSC                                           | Sándor Preisinger                                       | Zalaegerszegi TE                                        | 21                                                      |
| 1995-96   | Ferencvárosi TC                                         | Budapesti VSC                                           | Újpest FC                                               | Ígor Nichenko                                           | Ferencvárosi TC                                         | 18                                                      |
| 1996-97   | MTK Budapest FC                                         | Újpest FC                                               | Ferencvárosi TC                                         | Béla Illés                                              | MTK Budapest FC                                         | 23                                                      |
| 1997-98   | Újpest FC                                               | Ferencvárosi TC                                         | Vasas SC                                                | Krisztián Tiber                                         | Gázszer FC                                              | 20                                                      |
| 1998-99   | MTK Budapest FC                                         | Ferencvárosi TC                                         | Újpest FC                                               | Béla Illés                                              | MTK Budapest FC                                         | 22                                                      |
| 1999-00   | Dunaferr SE                                             | MTK Budapest FC                                         | Vasas SC                                                | Attila Tököli                                           | Dunaferr SE                                             | 22                                                      |
| 2000-01   | Ferencvárosi TC                                         | Dunaferr SE                                             | Vasas SC                                                | Péter Kabát                                             | Vasas SC                                                | 24                                                      |
| 2001-02   | Zalaegerszegi TE                                        | Ferencvárosi TC                                         | MTK Budapest FC                                         | Attila Tököli                                           | Dunaferr SE                                             | 28                                                      |
| 2002-03   | MTK Budapest FC                                         | Ferencvárosi TC                                         | Debreceni VSC                                           | Krisztián Kenesei                                       | Zalaegerszegi TE                                        | 23                                                      |
| 2003-04   | Ferencvárosi TC                                         | Újpest FC                                               | Debreceni VSC                                           | Mihály Tóth                                             | FC Sopron                                               | 17                                                      |
| 2004-05   | Debreceni VSC                                           | Ferencvárosi TC                                         | MTK Budapest FC                                         | Tomáš Medveď                                            | Lombard-Pápa TFC                                        | 18                                                      |
| 2005-06   | Debreceni VSC                                           | Újpest FC                                               | Videoton FC                                             | Péter Rajczi                                            | Újpest FC                                               | 23                                                      |
| 2006-07   | Debreceni VSC                                           | MTK Budapest FC                                         | Zalaegerszegi TE                                        | Péter Bajzát Ibrahima Sidibe                            | Győri ETO FC Debreceni VSC                              | 18                                                      |
| 2007-08   | MTK Budapest FC                                         | Debreceni VSC                                           | Győri ETO FC                                            | Róbert Waltner                                          | Zalaegerszegi TE                                        | 18                                                      |
| 2008-09   | Debreceni VSC                                           | Újpest FC                                               | Szombathelyi Haladás                                    | Péter Bajzát                                            | Győri ETO FC                                            | 20                                                      |
| 2009-10   | Debreceni VSC                                           | Videoton FC                                             | Győri ETO FC                                            | Nemanja Nikolić                                         | Videoton FC                                             | 18                                                      |
| 2010-11   | Videoton FC                                             | Paksi FC                                                | Ferencvárosi TC                                         | André Alves                                             | Videoton FC                                             | 24                                                      |
| 2011-12   | Debreceni VSC                                           | Videoton FC                                             | Győri ETO FC                                            | Adamo Coulibaly                                         | Debreceni VSC                                           | 20                                                      |
| 2012-13   | Győri ETO FC                                            | Videoton FC                                             | Budapest Honvéd FC                                      | Adamo Coulibaly                                         | Debreceni VSC                                           | 18                                                      |
| 2013-14   | Debreceni VSC                                           | Győri ETO FC                                            | Ferencvárosi TC                                         | Nemanja Nikolić Attila Simon                            | Videoton FC Paksi FC                                    | 18                                                      |
| 2014-15   | Videoton FC                                             | Ferencvárosi TC                                         | MTK Budapest FC                                         | Nemanja Nikolić                                         | Videoton FC                                             | 21                                                      |
| 2015-16   | Ferencvárosi TC                                         | Videoton FC                                             | Debreceni VSC                                           | Daniel Böde                                             | Ferencvárosi TC                                         | 17                                                      |
| 2016-17   | Budapest Honvéd FC                                      | Videoton FC                                             | Vasas SC                                                | Márton Eppel                                            | Budapest Honvéd FC                                      | 16                                                      |
| 2017-18   | Videoton FC                                             | Ferencvárosi TC                                         | Újpest FC                                               | Davide Lanzafame                                        | Budapest Honvéd FC                                      | 18                                                      |
| 2018-19   | Ferencvárosi TC                                         | MOL Vidi FC                                             | Debreceni VSC                                           | Davide Lanzafame Filip Holender                         | Ferencvárosi TC Budapest Honvéd FC                      | 16                                                      |
| 2019-20   | Ferencvárosi TC                                         | MOL Vidi FC                                             | Puskás Akadémia FC                                      | András Radó                                             | Zalaegerszegi TE                                        | 13                                                      |
| 2020-21   | Ferencvárosi TC                                         | Puskás Akadémia FC                                      | Fehérvár FC                                             | János Hahn                                              | Paksi FC                                                | 22                                                      |
| 2021-22   | Ferencvárosi TC                                         | Kisvárda FC                                             | Puskás Akadémia FC                                      | Martin Ádám                                             | Paksi FC                                                | 31                                                      |
| 2022-23   | Ferencvárosi TC                                         | Kecskemeti TE                                           | Debreceni VSC                                           | Barnabas Varga                                          | Paksi FC                                                | 26                                                      |
| 2023-24   | Ferencvárosi TC                                         | Paksi FC                                                | Puskás Akadémia FC                                      | Barnabas Varga                                          | Ferencvárosi TC                                         | 20                                                      |
| 2024-25   | Ferencvárosi TC                                         | Puskás Akadémia FC                                      | Paksi FC                                                | Daniel Bode                                             | Paksi FC                                                | 15                                                      |

## Títulos por clubes
| Club                      | Títulos | Subtítulos | Años de los campeonatos |
| ------------------------- | ------- | ---------- | --- |
| Ferencvárosi TC (1)       | 36      | 36         | 1903, 1905, 1907, 1909, 1910, 1911, 1912, 1913, 1926, 1927, 1928, 1932, 1934, 1938, 1940, 1941, 1949, 1963-1, 1964, 1967, 1968, 1976, 1981, 1992, 1995, 1996, 2001, 2004, 2016, 2019, 2020, 2021, 2022, 2023, 2024, 2025 |
| MTK Budapest FC (2)       | 23      | 32         | 1904, 1908, 1914, 1917, 1918, 1919, 1920, 1921, 1922, 1923, 1924, 1925, 1929, 1936, 1937, 1951, 1953, 1958, 1987, 1997, 1999, 2003, 2008                                                                                 |
| Újpest FC (3)             | 20      | 21         | 1930, 1931, 1933, 1935, 1939, 1945, 1946, 1947, 1960, 1969, 1970, 1971, 1972, 1973, 1974, 1975, 1978, 1979, 1990, 1998                                                                                                   |
| Budapest Honvéd FC (4)    | 14      | 12         | 1950-1, 1950-2, 1952, 1954, 1955, 1980, 1984, 1985, 1986, 1988, 1989, 1991, 1993, 2017 |
| Debreceni VSC             | 7       | 1          | 2005, 2006, 2007, 2009, 2010, 2012, 2014 |
| Vasas SC                  | 6       | 2          | 1957, 1961, 1962, 1965, 1966, 1977 |
| WKW ETO FC Győr (5)       | 4       | 3          | 1963-2, 1982, 1983, 2013 |
| Csepel SC                 | 4       | -          | 1942, 1943, 1948, 1959 |
| MOL Vidi FC (Videoton FC) | 3       | 8          | 2011, 2015, 2018 |
| Budapesti TC †            | 2       | 1          | 1901, 1902 |
| Dunakanyar-Vác FC         | 1       | 2          | 1994 |
| Nagyváradi AC             | 1       | 1          | 1944 |
| Dunaferr SE †             | 1       | 1          | 2000 |
| Zalaegerszegi TE          | 1       | -          | 2002 |
| FC Tatabánya              | -       | 2          | ----- |
| MAC Budapest              | -       | 2          | ----- |
| Magyar Úszó Egyesület †   | –       | 1          | ----- |
| Budapesti Postás SE       | –       | 1          | ----- |
| Törekvés SE               | –       | 1          | ----- |
| Pécsi MFC                 | –       | 1          | ----- |
| Budapesti VSC             | –       | 1          | ----- |
| Paksi FC                  | –       | 1          | ----- |
| Kisvárda FC               | –       | 1          | ----- |
| Kecskemeti TE             | –       | 1          | ----- |
| Puskás Akadémia FC        | –       | 1          | ----- |

- (1) Ferencvárosi TC (Incluye Ferencvárosi FC)
- (2) MTK Budapest FC (Incluye Hungária FC, Budapesti Bástya, Budapesti Vörös Lobogó, MTK Hungária)
- (3) Újpest FC (Incluye Újpesti TE y Újpesti Dózsa)
- (4) Budapest Honvéd FC (Incluye Kispest Honvéd FC)
- (5) WKW ETO FC Győr (Incluye Vasas Győri FC y Rába ETO Győri)
- † Equipo desaparecido.

### Regiones
La siguiente tabla muestra a los clubes campeones por su ubicación en las regiones de Hungría.
| Núm. | Región                     | Títulos | Clubes |
| ---- | -------------------------- | ------- | --- |
| 1    | Budapest                   | 103     | Ferencvárosi TC (35), MTK Budapest FC (23), Újpest FC (20), Budapest Honvéd FC (13), Vasas SC (6), Csepel SC (4), Budapesti TC (2) |
| 2    | Gran Llanura Septentrional | 7       | Debreceni VSC (7) |
| 3    | Transdanubio Occidental    | 5       | WKW ETO FC Győr (4), Zalaegerszegi TE (1)                                                                                          |
| 4    | Transdanubio Central       | 4       | Videoton FC (3), Dunaferr SE (1)                                                                                                   |
| 5    | Hungría Central            | 1       | Vác FC-Samsung (1) |

### Ciudades
La ubicación de los equipos ganadores de liga húngara está muy centrada en Budapest. Hubo siete clubes de Budapest que ganaron la liga húngara. Se trata del Ferencvárosi TC, MTK Budapest FC, Újpest FC, Budapest Honvéd FC, Vasas SC, Csepel SC y Budapesti TC. En la década de 2000 Debrecen se convirtió en la última nueva ciudad campeona que no era de la capital. El ganador de la temporada de 1943-44 Nagyváradi AC perteneció a Rumanía desde la Segunda Guerra Mundial.
| #  | Ciudad         | Títulos | Clubes |
| -- | -------------- | ------- | --- |
| 1. | Budapest       | 103     | Ferencvárosi TC (36), MTK Budapest FC (23), Újpest FC (20), Budapest Honvéd FC (13), Vasas SC (6), Csepel SC (4), Budapesti TC (2) |
| 2. | Debrecen       | 7       | Debreceni VSC (7) |
| 3. | Győr           | 4       | WKW ETO FC Győr (4) |
| 4. | Székesfehérvár | 3       | Videoton FC (3) |
| 5. | Dunaújváros    | 1       | Dunaferr SE (1) |
| 5. | Vác            | 1       | Vác FC-Samsung (1) |
| 5. | Zalaegerszeg   | 1       | Zalaegerszegi TE (1) |
| 5. | Nagyvárad      | 1       | Nagyváradi AC (1) |

## Estrella dorada
En el campeonato de liga húngaro tres equipos incluyen dos estrellas como parte de su escudo en su camiseta, que representan los títulos de liga ganados por el club. Tras diez títulos de liga húngara conquistados el club puede incluir una estrella en su escudo. Hay cuatro equipos que tienen el honor de llevar una o dos estrellas sobre su escudo. El MTK Budapest FC fue el primer club que celebró su 10.º título en 1923, pero en ese momento los clubes no colocaban estrellas sobre su emblema. El Ferencvárosi TC fue el primer club que celebró su 20.º y 30.º título en 1967 y 2019. En la actualidad hay un solo equipo con tres estrellas (Ferencvárosi TC), siendo este el primero y único en conseguir 30 campeonatos, dos equipos (MTK, y Újpest FC) con dos estrellas y un club (Budapest Honvéd FC) con una estrella.
| Estrellas | Club               | Obtenida         |
| --------- | ------------------ | ---------------- |
|           | Ferencvárosi TC    | 1927, 1967, 2019 |
|           | MTK Budapest FC    | 1923, 1997       |
|           | Újpest FC          | 1969, 1998       |
|           | Budapest Honvéd FC | 1988             |

## Clasificación histórica
| Leyenda                                            |
| -------------------------------------------------- |
| Actualmente disputa la Nemzeti Bajnokság I 2025-26 |

- Clasificación histórica desde la instauración de la Liga Húngara en 1901, hasta finalizada la liga 2025-26. Un total de 75 clubes han formado parte de la máxima categoría del fútbol húngaro. Se contabilizan tres puntos por victoria, uno por empate y cero por derrota.[20]
- Clasificación de los 34 mejores clubes.

| N.º | Club                        | Temp. | PJ   | PG   | PE  | PP  | GF   | GC   | Puntos     |
| --- | --------------------------- | ----- | ---- | ---- | --- | --- | ---- | ---- | ---------- |
| 1.  | Ferencvárosi TC             | 123   | 2934 | 1696 | 621 | 617 | 6700 | 3416 | 5701 (-2)  |
| 2.  | Újpest FC                   | 111   | 2985 | 1530 | 705 | 750 | 6438 | 3967 | 5292 (-3)  |
| 3.  | MTK Budapest FC             | 103   | 2369 | 1308 | 477 | 584 | 5388 | 2861 | 4398 (-3)  |
| 4.  | Budapest Honvéd FC          | 101   | 2795 | 1248 | 665 | 882 | 4809 | 4075 | 4405 (-4)  |
| 5.  | Vasas SC                    | 86    | 2398 | 1026 | 589 | 783 | 4100 | 3415 | 3665 (-2)  |
| 6.  | ETO FC Győr                 | 69    | 2034 | 784  | 545 | 705 | 3165 | 2970 | 2894 (-3)  |
| 7.  | Fehérvár FC                 | 48    | 1484 | 635  | 357 | 492 | 2228 | 1826 | 2256 (-6)  |
| 8.  | Szombathelyi Haladás        | 60    | 1740 | 526  | 431 | 783 | 2171 | 2868 | 2009       |
| 9.  | Csepel SC                   | 51    | 1431 | 528  | 386 | 517 | 2208 | 2143 | 1970       |
| 10. | Debreceni VSC               | 43    | 1319 | 537  | 334 | 448 | 2006 | 1874 | 1945       |
| 11. | FC Tatabánya                | 44    | 1249 | 465  | 340 | 444 | 1694 | 1715 | 1735       |
| 12. | Diósgyőri VTK               | 50    | 1451 | 436  | 390 | 625 | 1832 | 2359 | 1698       |
| 13. | Zalaegerszegi TE            | 36    | 1134 | 397  | 306 | 431 | 1569 | 1648 | 1497       |
| 14. | Salgótarjáni BTC            | 38    | 1046 | 325  | 270 | 451 | 1497 | 1941 | 1245       |
| 15. | Pécsi MFC                   | 32    | 970  | 312  | 285 | 373 | 1132 | 1258 | 1218 (-3)  |
| 16. | Szegedi EAC                 | 36    | 909  | 297  | 212 | 400 | 1402 | 1827 | 1103       |
| 17. | Békéscsaba 1912 Előre SE    | 29    | 888  | 259  | 241 | 388 | 1102 | 1480 | 1003 (-15) |
| 18. | BFC Siófok                  | 20    | 618  | 185  | 166 | 267 | 673  | 871  | 718 (-3)   |
| 19. | III. Kerületi TVE           | 25    | 578  | 184  | 131 | 263 | 807  | 1110 | 683        |
| 20. | Dorogi AC                   | 22    | 563  | 162  | 153 | 248 | 795  | 1003 | 639        |
| 21. | MTK-VM Budapest             | 14    | 430  | 169  | 110 | 151 | 610  | 571  | 617        |
| 22. | Törekvés SE                 | 24    | 521  | 163  | 110 | 248 | 805  | 1124 | 599        |
| 23. | Budai 11 Budapest           | 28    | 574  | 155  | 135 | 284 | 712  | 1207 | 598 (-2)   |
| 24. | Pécsi Dózsa SC              | 17    | 443  | 131  | 135 | 177 | 509  | 618  | 528        |
| 25. | Kaposvári Rákóczi FC        | 15    | 462  | 133  | 120 | 209 | 561  | 733  | 519        |
| 26. | Budapesti TC                | 20    | 372  | 147  | 76  | 149 | 568  | 535  | 517        |
| 27. | Nemzeti SC                  | 21    | 458  | 126  | 98  | 234 | 665  | 1034 | 476        |
| 28. | Paksi FC                    | 11    | 336  | 117  | 98  | 121 | 460  | 457  | 449        |
| 29. | Budapesti Vasutas SC        | 11    | 334  | 117  | 85  | 132 | 427  | 444  | 436        |
| 30. | Nyíregyháza Spartacus FC    | 13    | 388  | 100  | 117 | 171 | 405  | 567  | 417        |
| 31. | Magyar Atlétikai Club (MAC) | 17    | 320  | 120  | 53  | 147 | 596  | 585  | 413        |
| 32. | Dunakanyar-Vác FC           | 10    | 314  | 108  | 87  | 119 | 384  | 442  | 411        |
| 33. | Bocskai FC                  | 13    | 304  | 117  | 54  | 133 | 567  | 635  | 405        |
| 34. | Szolnoki MÁV FC             | 10    | 296  | 113  | 57  | 126 | 532  | 544  | 396        |

## Estadísticas
| Puesto | Jugador       | Partidos |
| --- | ------------- | -------- |
| 1. | Zoltán Végh   | 570      |
| 2. | Attila Kuttor | 560      |
| 3. | Béla Illés    | 540      |
| 4. | György Szabó  | 510      |
| 5. | Ferenc Szusza | 463      |
| 6 | István Gass   | 456      |
| 6 | József Tóth   | 456      |
| 8. | Sándor Biró   | 450      |
| 9. | József Bozsik | 447      |
| 10. | Tibor Végh    | 436      |
| (La cursiva denota jugadores que siguen jugando al fútbol profesional) Los jugadores en negrita denota que sigue jugando en la Liga húngara). |               |          |

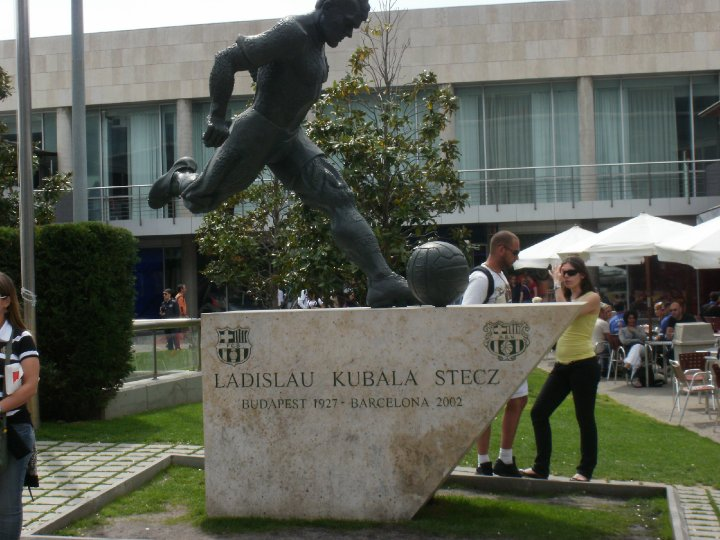
Una estatua de Kubala en el Camp Nou.

Uno de los jugadores más notables de la Liga húngara fue Ferenc Puskás, que jugó en el Budapest Honvéd FC. Puskás jugó para Honvéd desde 1943 a 1955 cuando firmó por el Real Madrid CF. Jugó 341 partidos y marcó 352 goles en la liga húngara.
En los primeros años de la liga húngara Imre Schlosser fue el jugador de fútbol más conocido. Jugó en el Ferencvárosi TC y MTK Budapest FC. Se convirtió en el máximo goleador en siete ocasiones.
En la década de 1960 Florián Albert del Ferencvárosi TC se convirtió en el máximo goleador de la Liga húngara en tres ocasiones. Recibió el Balón de Oro como el Futbolista Europeo del Año en 1967. Ha sido el único jugador de fútbol húngaro en recibir este honor y ha sido descrito como uno de los futbolistas más elegantes de todos los tiempos. Albert se convirtió en un icono para el Ferencváros por pasar toda su carrera en ese club. El estadio del Ferencváros, Albert Flórián Stadion, fue nombrado en su honor.
En la Liga húngara los jugadores son principalmente de Hungría, pero desde la adhesión a la Unión Europea ha duplicado el número de jugadores extranjeros. Los jugadores son principalmente de los países vecinos, como Eslovaquia, Serbia, Rumanía, pero hay muchos jugadores de África.
Entre 1945-46 László Kubala (más tarde convertirse en una leyenda del FC Barcelona) jugó en el Ferencvárosi TC anotando 27 goles en 49 partidos. Entre 1949-55 Ferenc Puskás del Budapest Honvéd FC anotó 164 goles en 165 partidos y se convirtió en máximo goleador en cuatro consecutivas.
Entre 2000-04 Zoltán Gera jugó en el Ferencvárosi TC anotando 34 goles en 123 partidos. Más tarde se convirtió en un jugador permanente de la Premier League jugando para el West Bromwich Albion FC y el Fulham FC.
Entre 2005-06, el tres veces máximo goleador de la Serie A Giuseppe Signori jugó en el FC Sopron anotando tres goles en 10 partidos. Él se retiró del club occidental-húngaro en 2006.

### Máximos goleadores
Actualizado a 3 de octubre de 2010.
| #   | Nombre           | Periodo          | Clubes                                                 | Goles | Partidos | GPP  |
| --- | ---------------- | ---------------- | ------------------------------------------------------ | ----- | -------- | ---- |
| 1.  | Imre Schlosser   | 1906-22, 1926–28 | Ferencvárosi TC, MTK Budapest FC, Budai 33             | 411   | 303      | 1,33 |
| 2.  | Ferenc Szusza    | 1940–1961        | Újpest FC                                              | 393   | 462      | 0,85 |
| 3.  | Gyula Zsengellér | 1935–1947        | Salgótarjáni BTC, Újpest FC                            | 387   | 325      | 1,22 |
| 4.  | József Takács    | 1920–1940        | Vasas SC, Ferencvárosi TC, Erzsébeti TC, Szürketaxi FC | 360   | 355      | 1,01 |
| 5.  | Ferenc Puskás    | 1943–1956        | Kispest FC                                             | 357   | 354      | 1,01 |
| 6.  | György Sárosi    | 1931–1948        | Ferencvárosi TC                                        | 351   | 383      | 0,92 |
| 7.  | Gyula Szilágyi   | 1943–1960        | Debreceni VSC, Vasas SC                                | 313   | 390      | 0,80 |
| 8.  | Ferenc Deák      | 1944–1954        | Szentlőrinci AC, Ferencvárosi TC, Újpest FC            | 305   | 238      | 1,28 |
| 9.  | Ferenc Bene      | 1960–1978        | Újpest FC                                              | 303   | 418      | 0,72 |
| 10. | Géza Toldi       | 1928–1946        | Ferencvárosi TC, Gamma FC, Szegedi AK                  | 271   | 324      | 0,84 |

Jugadores activos están marcados en negrita.